# Повені у Венеції

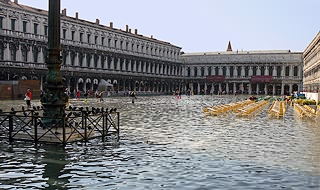
Висока вода на площі Св. Марка. Венеція

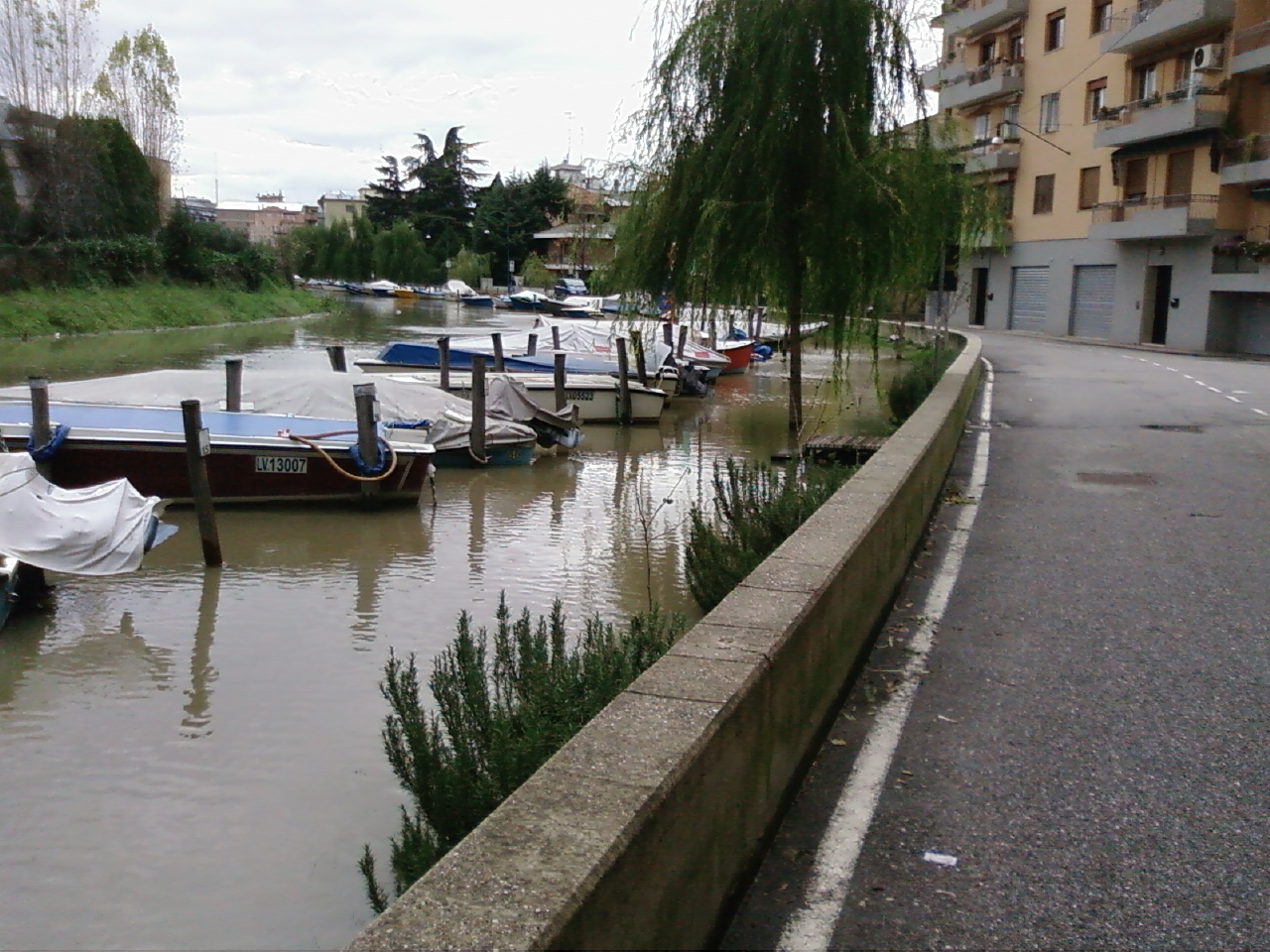
Висока вода в р. Местре. Канал Оселліно значно вище звичайного рівня

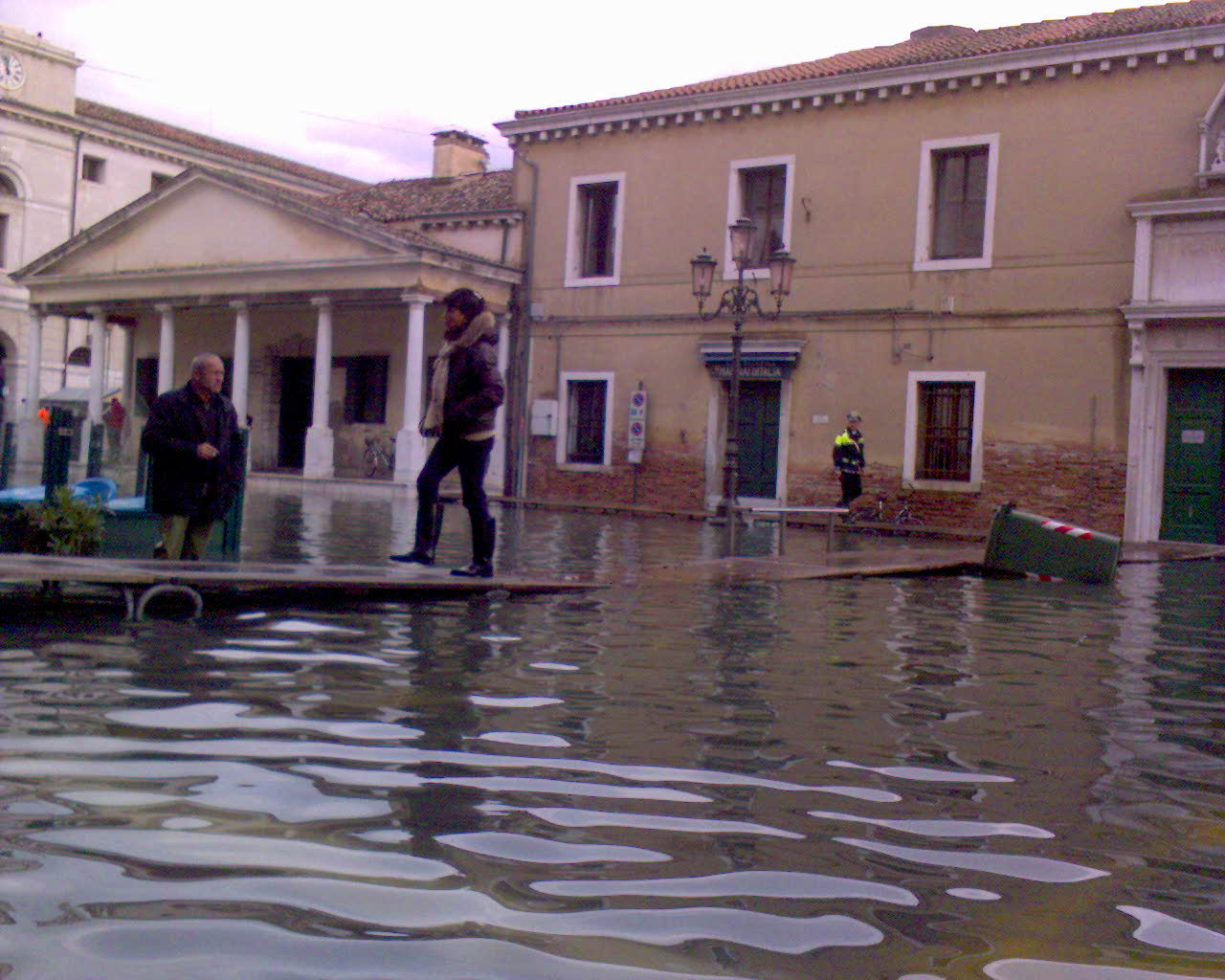
Висока вода в р. Кьоджа. 1 грудня 2008 року

Повені в Венеції (італ. acqua alta — регулярні, в тому числі сезонні підйоми води в дельті річки По, Венеційській лагуні, а також в сусідніх регіонах північної Адріатики, які викликають затоплення значної частини території Венеції, а також інших приморських міст по лінії Кьоджа — Трієст. Основна причина повеней — вітряний надув води, до якого останнім часом додався антропогенний фактор (руйнування плавнів і активний дренаж заболочених низин). Припливи і невеликі тимчасові підйоми рівня води в минулому грали сприятливу роль в житті міста, так як вони несли з його каналів стічні води. Тепер же, коли занурення островів Венеційської лагуни прискорилося, частота повеней збільшилася, а наслідки від них значно посилилися, оскільки солона вода руйнує цегельну кладку, а максимальна висота островів Венеції не перевищує 2 м над рівнем моря. Своєрідним індикатором добробуту міста є його найнижча точка — площа Сан-Марко. Явища так званої високої води, раніше спостерігалися на площі в середньому 9 разів на рік, тепер відбуваються в середньому 90-100 разів на рік.

## Контрзаходи
Повені в Північній Адріатиці викликаються цілою низкою чинників: виникають на Адріатиці циклони з переважанням північних вітрів викликають підйом «повільної» наганяння хвилі Кельвіна . Також поступово звужується на північ акваторія Адріатичного моря направляє морські хвилі назустріч рухається в зустрічному напрямку водам численних альпійських річок, багато з яких схильні до паводків в період з жовтня по січень, коли настає дощова середземноморська зима. Крім цього, нагон води можуть викликати вітри сироко, що дмуть з Сахари. Так само, як і в Санкт-Петербурзі, підйом води у Венеції посилюється через мілководдя і пологами дна у Венеційській лагуні. Крім повеней в результаті наганяння хвилі, в Венеції відбуваються і паводкові повені, пов'язані з таненням снігів і проливними дощами, коли стікає в лагуну з континенту вода не може швидко піти в море через три вузьки протоки. Місто може відносно безболісно переносити підйом води до 1 м вище рівня моря. Однак при підйомі води в 2 м і більше під воду піде вся суша міста.
Проект MOSE

## Рівень моря

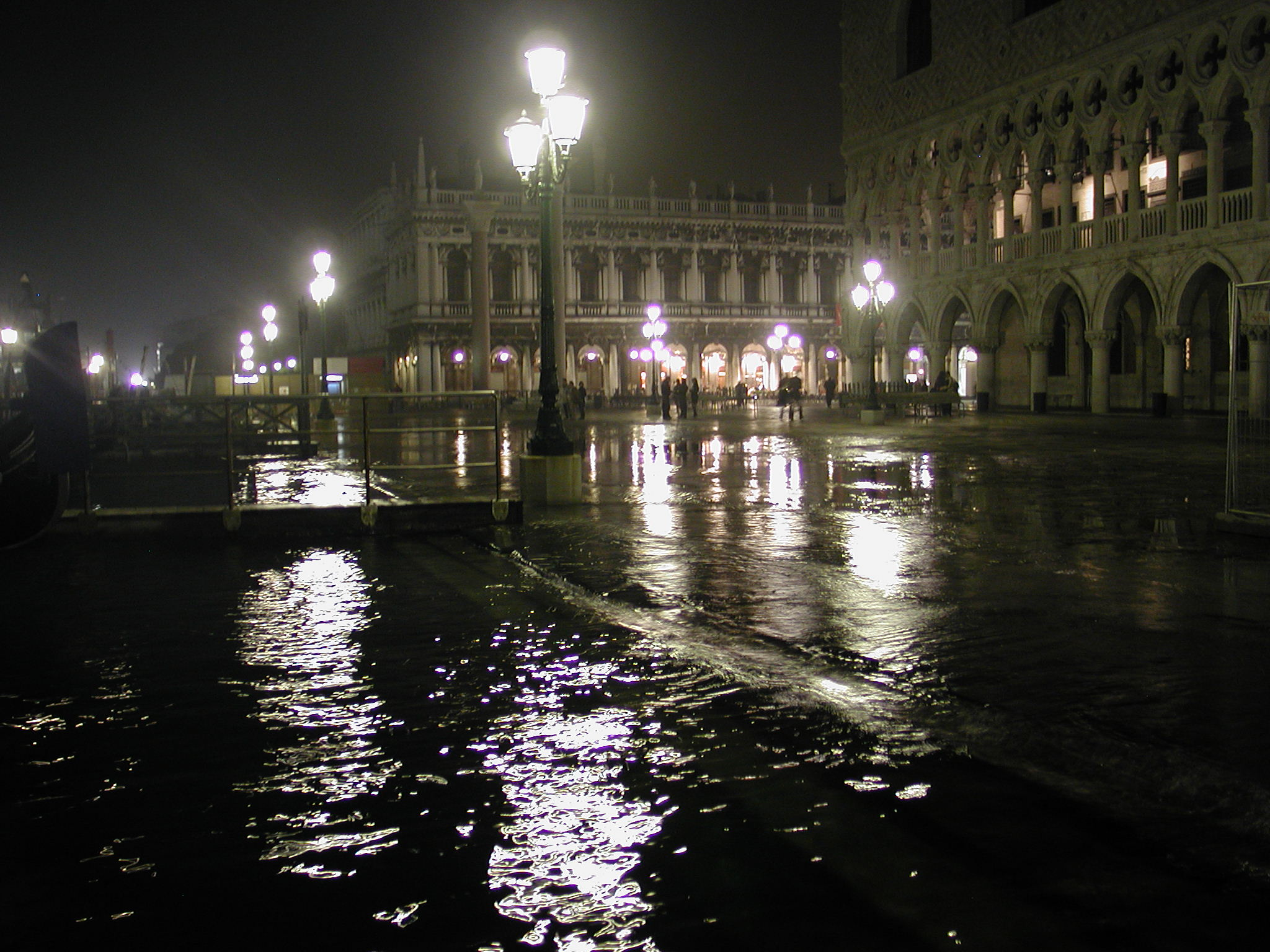
Висока вода в нічний Венеції

Рівень моря визначає відсоток затоплення островів Венеції наступним чином:
| Рівень моря | Зона затоплення |
| ----------- | --------------- |
| +90 см      | 0,29 %          |
| +100 см     | 3,56 %          |
| +110 см     | 11,74 %         |
| +120 см     | 35,18 %         |
| +130 см     | 68,75 %         |
| +140 см     | 90,19 %         |
| +150 см     | 96,33 %         |
| +160 см     | 99,27 %         |
| +170 см     | 99,74 %         |
| +180 см     | 99,86 %         |
| > +180 см   | 100,00 %        |

26 листопада 2009 року було складено нова таблиця пішохідної доступності міста в залежності від рівня моря :
| Рівень моря | Пішохідна недоступність |
| ----------- | ----------------------- |
| +90 см      | 1,84 %                  |
| +100 см     | 5,17 %                  |
| +110 см     | 14,04 %                 |
| +120 см     | 28,75 %                 |
| +130 см     | 43,15 %                 |
| +140 см     | 54,39 %                 |
| +150 см     | 62,98 %                 |
| +160 см     | 69,43 %                 |
| +170 см     | 74,20 %                 |
| +180 см     | 78,11 %                 |
| +190 см     | 82,39 %                 |
| +200 см     | 86,40 %                 |
| > +200 см   | 100,00 %                |